# Webster Chicago

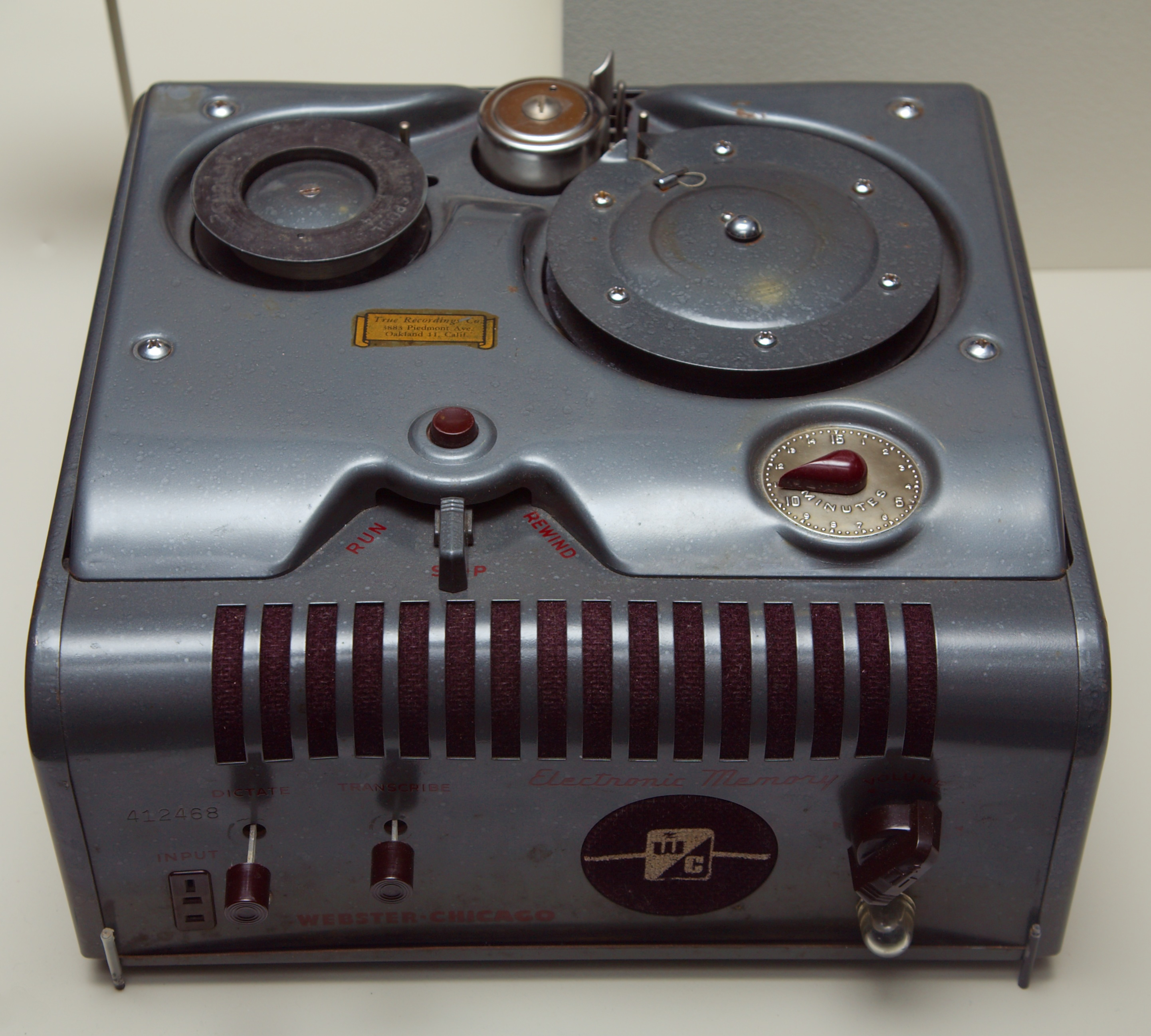
Equipo de Grabación por cable magnético de Webter Chicago del 1951.

Webster Chicago era una empresa que fabricaba equipos electrónicos en Chicago, Illinois. Diseño y fabricó tocadiscos automáticos, grabadores de alambre, de cinta abierta y de casete compacto, trabajaron en el mercado de fabricación de estos equipos desde 1914 hasta su cierre a finales de la década de 1960. También hicieron amplificadores para gramófono, algunas personas usan ese equipo como amplificador de guitarra. El sonido de aquellos amplificadores es muy similar al de Fender Princeton. 
Varios cambiadores de discos Webster se instalaron en Magnavox en la década de 1940 y principios de 1950.
Muchos productos se vendían bajo la marca Webcor.

## Historia
En 1926 Webster diseño los primeros amplificadores que ayudaron a rodar las primeras películas sonoras. 
En 1945 la empresa se convirtió en la concesionaria de la Armour Research Foundation y comenzó a fabricar grabadores de alambre, el primer producto es la versión militar de la grabadora de alambre que se lo vendió a la Marina de los Estados Unidos. El grabador de alambre de acero inoxidable era perfecto para aplicaciones militares, ya que el soporte grabado era capaz de soportar temperaturas extremas y variaciones climáticas en el campo. Después de que la Segunda Guerra Mundial terminase Webster-Chicago continuó produciendo sus grabadores de alambre e introdujo una línea completa de nuevos productos orientados hacia el comercio civil. Fue la empresa líder en venta y diseño de grabadoras de alambre, tanto en modelos de oficina como hogareños. El soporte del grabador era alambre de acero de 0,0036 pulgadas y la velocidad era de 24 pulgadas por segundo, aunque lo era en promedio ya que no tenía velocidad de arrastre constante. Se produjeron desde 1945 hasta principios de 1950.
Sin embargo, en 1952 Webster descontinuo la producción de grabadores de alambre viendo el comienzo de la era de la alta fidelidad, comenzaron la fabricación de magnetófono de bobina abierta, y fue en ese año que la empresa se cambió de nombre de Webster-Chicago Corporation a simplemente Webcor.